# Una Seychelles
Una Seychelles (en inglés: One Seychelles, en criollo seychellense: Sel Seselwa) es un partido político seychellense de ideología progresista fundado el 29 de abril de 2019 bajo el liderazgo de Alain St Ange, exministro de Turismo, Aviación Civil, Puertos y Marina en los gobiernos de James Michel y Danny Faure. La formación se estableció como una escisión del partido oficialista Seychelles Unidas. St Ange fue candidato del partido en las elecciones presidenciales de 2020, postulando a su vez veinte candidatos a la Asamblea Nacional.
En el plano ideológico, OS tuvo posturas pragmáticas, buscando presentar candidatos «adecuados» sin tener en cuenta «sus ideas políticas generales», St Ange disputó las elecciones con una campaña progresista, proponiendo despenalizar el consumo de marihuana en el país. El partido fue blanco de críticas veladas por parte de Wavel Ramkalawan, candidato de la coalición opositora Alianza Democrática Seychellense, que declaró que los partidos de oposición «nuevos» intentaba descalabrar las posibilidades de que la oposición «seria» ganara las elecciones presidenciales.
En los comicios generales, St Ange se ubicó en tercer y último puesto detrás de Ramkalawan y el presidente en ejercicio Danny Faure (US), con solo el 1,58% de los votos. Ninguno de los candidatos parlamentarios del partido resultó electo.